# Face à la mort (film, 1958)
Pour les articles homonymes, voir Face à la mort.
Pour plus de détails, voir Fiche technique et Distribution.
Face à la mort (Solange das Herz schlägt) est un film ouest-allemand réalisé par Alfred Weidenmann et sorti en 1958.

## Synopsis
Stuttgart, 1958. Le directeur principal des études Hans Römer a acquis la réputation d'être un éducateur consciencieux mais aussi très strict dans un lycée de la ville. Sa vie n'est pas très différente de celle de nombreuses autres carrières établies dans la jeune République fédérale et du Wirtschaftswunder. Son mariage est figé dans la vie de tous les jours, Mme Römer s'occupe du ménage. Les deux enfants presque adultes, la fille Renate et le fils Eberhard, suivent maintenant leur propre chemin.
Un jour lors d'un examen de routine pour le docteur Römer, il croit à une catastrophe. Il vole les plaques de rayons X pour s'assurer. La mauvaise nouvelle va à l'essentiel : l'examen médical par le docteur Bernburg montre qu'il est gravement malade avec un cancer avancé, il ne lui reste au plus un an à vivre. La chirurgie est possible, mais la maladie est déjà si avancée que les chances de succès sont plutôt minces.
Pour Hans Römer, cette nouvelle est dévastatrice et l'homme découragé commence à repenser lui-même et sa vie antérieure. Römer veut utiliser le temps restant avec sa famille et profiter dès lors de chaque minute. Le mariage et la routine familiale cèdent désormais la place à une nouvelle vitalité, le mariage, paralysé au quotidien, est revitalisé, et Römer et sa femme se retrouvent après de longues années de coexistence. Römer, dont le changement va vers la gentillesse, la douceur et évidemment dans ses relations avec ses élèves, décide de se battre aussi longtemps que le cœur bat. Il accepte l'opération dangereuse. Son courage de vivre est payant, l'opération se termine bien.

## Fiche technique
- Titre français : Face à la mort[1]
- Titre original : Solange das Herz schlägt
- Réalisation : Alfred Weidenmann assisté de Wieland Liebske
- Scénario : Herbert Reinecker
- Musique : Hans-Martin Majewski
- Direction artistique : Rolf Zehetbauer
- Costumes : Trude Ulrich
- Photographie : Igor Oberberg
- Son : Fritz Schwarz
- Montage : Lilian Seng
- Production : Walter Ulbrich
- Société de production : UFA
- Société de distribution : UFA
- Pays d'origine :  Allemagne de l'Ouest
- Langue : allemand
- Format : Noir et blanc - 1,37:1 - Mono - 35 mm
- Genre : Drame
- Durée : 93 minutes
- Dates de sortie :
  - Allemagne de l'Ouest : 27 décembre 1958
  - France : 28 octobre 1959[1]
  - Finlande : 12 février 1960

## Distribution
- O. E. Hasse : Hans Römer
- Heidemarie Hatheyer : Mme Römer
- Grit Boettcher : Renate Römer, leur fille
- Götz George : Eberhard Römer, leur fils
- Hans-Christian Blech : Dr. Laue, chirurgien
- Charles Regnier : Kenneweg, le professeur de chimie
- Ernst Schröder : Franke, le professeur de technologie
- Eva Katharina Schultz : Mme Laue
- Friedrich Maurer (de) : Stubenrauch, le professeur de mathématiques
- Anneliese Book : Anna Sailer, enseignante
- Folker Bohnet (de) : Werner Franke
- Ludwig Linkmann : Dr. Bernburg, le médecin scolaire
- Siegfried Schürenberg : Dr. Wieler
- Ruth Scheerbarth (de) : Dr. Wessum
- Ursula Herking : Mme Hirschfeld, secrétaire scolaire
- Ruth Jacobi : Mme Müninger, secrétaire